# Levantamiento Iturbidista de Pío Marcha
El Levantamiento Iturbidista de Pío Marcha fue una marcha militar y por los pobladores del Salto del Agua, San Pablo, Palma y San Antonio que vitoreó públicamente al Presidente de la Regencia del Imperio Mexicano Agustín de Iturbide como «Agustín I de México».
Este hecho histórico es considerado controvertido en la historiografía mexicana. Algunos académicos latinoamericanos, como la historiadora Carmen García Monerris y el cubano Sergio Guerra Vilaboy, retratan la proclamación de Iturbide como Emperador como un golpe o autogolpe de Estado, apoyado por el militarismo y con origen en las disputas del entonces regente con el Congreso. Los historiadores coinciden en que los acontecimientos de mayo de 1822 recibieron un gran respaldo de sectores sociales.

## Trasfondo
Agustín de Iturbide, oficial realista durante la guerra de Independencia de México, luchó invicto contra las fuerzas insurgentes, derrotando entre otros a José María Morelos y Pavón, y se convirtió en el oficial realista de más alta estima y prestigio. Después de ser llamado a comparecer ante un jurado tras ser acusado de malas prácticas por un simpatizante insurgente, Iturbide es encontrado inocente, pero se considera deshonrado y rechaza regresar a funciones, retirándose de su carrera militar activa.[cita requerida]
En 1820, Iturbide es convocado por el virrey Juan José Ruiz de Apodaca y Eliza, para dar fin a la debilitada insurgencia. Iturbide, sin embargo, tuvo un cambio de parecer en el periodo entre sus campañas, y secretamente compone un plan, llamado el Plan de Iguala, para lograr la Independencia de México, centrado alrededor de tres garantías: la independencia de México, la religión católica y la unión entre todas las castas de la Nueva España: españoles, criollos, mestizos, castizos, indígenas y otros. El tratado llama a un miembro de la Dinastía de los Borbones al trono mexicano, al lado de un congreso mexicano. Pactando una alianza con Vicente Guerrero, líder de los insurgentes, Iturbide une a la mayoría de los principales comandantes realistas a su causa, formando el Ejército de las Tres Garantías o Ejército Trigarante. Durante la campaña de siete meses a partir del 24 de febrero de 1821, Iturbide y su ejército logran pacíficamente controlar la mayor parte del territorio mexicano.[cita requerida]
Juan O'Donojú, representante político en jefe de la Nueva España, es despachado por el trono español para solventar la crisis en la Nueva España. O'Donojú, sin más opciones al llegar a una Nueva España bajo control trigarante, pacta con Iturbide los Tratados de Córdoba para la independencia y creación del Primer Imperio mexicano, donde se ratifican los puntos expuestos en el Plan de Iguala, y O'Donojú añadió la cláusula de que, si el Imperio Español rechaza su derecho a elegir un regente para México, el congreso mexicano tendrá la libertad de elegir a quien desee como emperador.[cita requerida]
El 27 de septiembre se logra la victoria total del Ejército Trigarante, al entrar Agustín de Iturbide a la cabeza de su ejército a la Ciudad de México, habiendo frustrado ese mismo día un intento por parte del ejército de erigirlo como emperador. El día posterior se firma el Acta de Independencia del Imperio Mexicano. Un mes después, se proclama la independencia del Imperio, cuando Iturbide frustra un segundo intento popular de proclamarle Emperador. Se forma una junta provisional, la que convoca a la Regencia, que detentará el poder ejecutivo en ausencia del emperador. Iturbide es electo presidente de la regencia. Posteriormente, se convoca y reúne al primer congreso constituyente de México.[cita requerida]
La opinión pública continúa pidiendo a Iturbide que sea el emperador, lo que públicamente rechaza. En carta a Iturbide, José Joaquín Fernández de Lizardi le insta a aceptar el cargo.[cita requerida]
España terminaría rechazando su derecho a nombrar al monarca mexicano al negarse a reconocer la independencia del Imperio Mexicano.[cita requerida]

## Proclamación
El 18 de mayo de 1822, en horas de la noche, el Sargento Mayor Pío Marcha convoca al regimiento de Celaya, el cual fue siempre el regimiento de Iturbide, y también a los sargentos de infantería de los regimientos 2, 3 y 4 de Guadalajara, los de la escolta de granaderos imperiales de a caballo y a los artilleros de palacio, para marchar en la Ciudad de México hasta la residencia de Iturbide, públicamente aclamando al presidente de la regencia como Emperador. En el camino, personas provenientes de todas las clases y estratos sociales se unieron a la proclamación. Entre vítores, música civil y militar y disparos de fusilería en celebración, se proclamaba a Iturbide como Emperador.
Iturbide se encontraba en su residencia en compañía de amigos cercanos. Al escuchar la conmoción fuera de su ventana, Iturbide sale al balcón del Palacio de Iturbide a recibirla. Tras escuchar la proclama, Iturbide se dirige a la multitud, instando a la paz civil y la obediencia a las leyes. Iturbide rechaza abyectamente la proclamación, pero uno de sus acompañantes le convence de no ofender al pueblo. Iturbide entonces declara que la decisión pertenece al Congreso, que se reuniría al día siguiente para dar un fallo, suplicando a la multitud la adherencia al orden.

## Eventos posteriores
El 19 de mayo de 1822 el congreso se reúne. Tras una declaración de Valentín Gómez Farías presenta una iniciativa firmada por 46 miembros del Congreso donde se presenta la petición para declarar a Iturbide Emperador. 
El pueblo mexicano se hizo presente en la sesión, apoyando abiertamente a Iturbide, y entorpeciendo el proceder de la sesión. Iturbide no se encuentra presente pues no quería dar la impresión de que estaba influyendo en los acontecimientos. Ante la pasión del pueblo, el congreso convoca a Iturbide a la sesión para apaciguar los ánimos. Iturbide sale en carruaje de su residencia, siendo interceptado el carruaje por el pueblo, quien arrastra el vehículo hasta la cámara del Congreso. Con su presencia, la sesión puede continuar.
Se presenta un voto para elegir a Iturbide como emperador. La mayor parte del congreso vota afirmativamente para declararlo inmediatamente como tal, con 15 diputados votando por la moción de consultar primero a las demás provincias de la nación, cosa que Iturbide apoya. Ningún diputado vota en contra, como resultado, Iturbide queda declarado como Emperador de México.
Posteriormente, el congreso se reuniría en sesión cerrada para discutir los títulos nobiliarios y características del emperador. Se le declara emperador vitalicio, con carácter de título hereditario para sus descendientes, quienes son nombrados príncipes y princesas. Ana María Huarte, esposa de Iturbide, recibe el título de Emperatriz.

## Consecuencias
Ante la imposibilidad de gobernar con un congreso constituyente moroso al momento de redactar la constitución, y después de una conspiración para dar un golpe de Estado contra Iturbide por miembros del congreso, Iturbide disuelve el congreso, convocando a un órgano más pequeño en número para legislar provisionalmente mientras se convoca a un nuevo congreso. Este acto inspiraría una rebelión contra el imperio.
Una vez exiliado Iturbide, el primer congreso, restaurado, utilizaría la presencia del pueblo en la sesión del congreso que proclamó a Iturbide como emperador como razón para decir que los diputados temían por su vida y por ello votaron a favor de Iturbide, declarando nula la elección.